# Daniel Coxe
Pour les articles homonymes, voir Coxe.
Daniel Coxe, né en 1640 et mort le 19 janvier 1730, était un négociant américain qui a contribué fortement au développement économique de la vallée du Mississippi à la fin du XVIIIe siècle.
Sa mère était la fille de Tench Farncis Senior. Son père provient d'un famille connue dans les affaires américaines.
Il était le frère de Tench Coxe politicien et économiste américain, délégué de la Pennsylvanie au Congrès continental de 1788 à 1789, dont il a repris les affaires en 1790, peu après que ce dernier fut nommé, en 1789, assistant-secrétaire au trésor du Secrétaire du Trésor des États-Unis Alexander Hamilton.
En 1793, il s'associe avec Daniel Clark (1766 - 1813), négociant, planteur de coton, spéculateur et homme politique, qui fut le premier délégué du Territoire d'Orléans au congrès des États-Unis. Clarke avait été auparavant  l'agent dans l'ouest du général James Wilkinson.
Ils importent le sucre de Louisiane à Cuba, l'échangent contre du café, et ramènent les deux marchandises moulues sous forme de poudre jusqu'à la vallée de l'Ohio , où des produits fermiers des pionniers sont échangés contre des produits de première nécessité, acheminés par charriot de Philadelphie, puis exportés à leur tour vers les Antilles ou la côte Est, via le port de La Nouvelle-Orléans.
Le soudain déclenchement en 1793 de la guerre entre la France et l'Espagne offre des opportunités importantes à leur entreprise, car les navires américains deviennent la principale source d'approvisionnement dans l'empire espagnol, dont la vallée du Mississippi, même si elle met cependant en danger leur navigation. Tench Coxe, le frère de Daniel Coxe, occupait en effet le poste d'assistant secrétaire au Trésor, en équipe avec Alexander Hamilton, d'origine française, le premier et plus influent secrétaire au Trésor de la jeune république américaine.
Son ami et associé Daniel Clark, représentant les planteurs du Natchez District au moment de la révolution agricole permise par l'égreneuse à coton d'Éli Whitney, fut l'un des acteurs du Traité de Madrid (1795), permettant d'entreposer le coton dans le port de La Nouvelle-Orléans. 
Son frère Tench Coxe, qui était à l'origine un pilier du parti fédéraliste, va complètement changer d'orientation après 1797, lorsqu'il sera exclu du gouvernement par John Quincy Adams. Lors de la campagne présidentielle de 1800, Tench Coxe trahit son parti pour soutenir le candidat de l'opposition et futur président Thomas Jefferson, entamant une campagne pour le libre port des armes à feu.  En 1799, il se lie avec William Duane, le directeur du journal Philadelphia Aurora, qui dénonce les violences attribuées au Parti fédéraliste et se fait agresser, justifiant selon lui que des miliciens républicains montent la garde devant le journal.
Quinze ans plus tard, devenu un spéculateur sur les terres espagnols de la Floride occidentale, Daniel Clark  sera un acteur du rattachement aux États-Unis de la Floride occidentale, via la création de république de Floride occidentale.